# Canton (Texas)
Canton település az Amerikai Egyesült Államok Texas államában, Van Zandt megyében, melynek megyeszékhelye is. Lakosainak száma 4229 fő (2020. április 1.).

## Népesség
A település népességének változása:

| 2010 | 3 581 |
| 2020 | 4 229 |